# 江苏省如皋中学
江苏省如皋中学始于1902年，由沙元炳创办如皋公立简易师范学堂，1953年定名为江苏省如皋中学，为省属中学，1959年被列为省重点中学，2000年4月被确认为国家级示范性普通高中。2005年11月20日，成为东南大学附属中学。

## 历史沿革
江苏省如皋中学始于1902年，由沙元炳创办如皋公立简易师范学堂，1953年定名为江苏省如皋中学，为省属中学，1959年被列为省重点中学，2000年4月被确认为国家级示范性普通高中。
如皋公立简易师范学堂经历多年战争，分分合合，后来主要拆分为江苏省如皋中学和如皋高等师范学校两所学校。
如皋高等师范学校（简称如师）现位于内城河畔原校址，和如皋市内千年古刹定慧寺对门。如皋中学1953年前后定址如皋市政府旁，张爱萍将军为学校题写校名。1998年江苏省如皋中学迁往市东郊现址。
2001年，江苏如皋中学成为美国大学理事会国际成员学校。

## 学校建筑

### 校史馆
2013年10月1日，江苏省如皋中学校友、扬州市政协主席洪锦华和南通市教育局局长郭毅浩为校史馆揭牌。
江苏省如皋中学校史馆坐落于该校梅园，占地面积500多平方米。校史馆前安放着学校的三位创始人沙元榘、徐牖民（徐觉世）、何镇寅（何景平）的塑像。
校史馆内分风雨沧桑、喜迎春天、苦涩岁月、老树新花、高歌猛进五个展区，分别用文字、图片、实物记录着学校初创到解放以前、解放以后到文革之前、文革期间、文革之后到九十年代、新的世纪这五个时代的历史。该馆最大的特点是收藏有各个不同时期的珍贵实物，像该校原校名“如皋县立初级中学”校牌“县立”两字的石刻、民国时期的线装书、老校舍的建筑构件、1937年校庆刊物等，使该馆兼具博物馆性质。
该馆最大的亮点是照片墙，它收藏了各个不同时期几乎所有毕业班的师生合影。

### 图书馆
为纪念老校长何景平，江苏省如皋中学图书馆命名为“景平图书馆”。

### 电子教室
1999年6月 美籍华人缪蕴女士代表其已故丈夫美国航天专家刘诒谨先生捐赠5万元给江苏省如皋中学建“刘诒谨电子教室”。

## 部分知名校友
- 刘之洵，1903年毕业于如师。入日本早稻田大学深造，学成归校执教。
- 吴宗俊，1908毕业于如师。历任校长、教师五十余年。
- 宗孝忱，1912年毕业于如师，留校任教。后为国立东南大学、江苏省政治大学中文系教授，文字学家。曾任日本东京大学、早稻田大学汉文字学教授，台北师大、台湾大学教授、台湾《中文大辞典》编纂顾问。
- 刘诒谨，1923年首届县中初中部。1932年任如师教师，后赴美深造，任美国麻省理工学院教授。邓小平访美，曾与会见。
- 韩德培，1930届县中初中部。当代法学家，武汉大学国际法研究所所长，全国政协委员，国务院经济法研究中心顾问，国务院学位委员会法学评议组成员。
- 葛克全，1932届县中初中部。浙江大学知名校友，为美国著名药物学家。
- 丁伯駪（丁邦彦），1935届县中初中部。中华民国电影制片协会会长，香港电影制作发行协会会长、永久会长。
- 韩国磐，1937届如师初中部。厦门大学历史系教授，博士生导师。
- 韩德馨，1937届如师初中部。中国矿业大学研究生部教授，中国煤炭协会泥碳委员会主任，中国矿岩地球化学学会常务理事，中国工程院院士。
- 黄玉章，1932-1944如皋中学一院、联合中学。原中国人民解放军国防大学副校长，中国人民解放军中将军衔。
- 季本千，1944届县中初中部。原江苏省科技出版社副社长。
- 俞邃，1944-1945联合中学。中共中央对外联络部高级研究员。
- 孙铠，1947届？。中国纺织大学教授。
- 周济，1949级。厦门大学哲学系教授，博士生导师。
- 朱天俊，1949级。北京大学图书情报系教授，博士生导师。
- 陈静生，1949级 北京大学环境科学系教授，博士生导师。
- 史崇仁，1949级 浙江省话剧团编导，国家一级演员。
- 汪中展，？。香港大学院校教授研究所所长。
- 贾岗，？。同济大学原党委副书记。
- 郭锡林，初中部？。原雷达部部长、空军雷达学院院长。
- 张培耕，？。中华汉藏文化协会秘书长。
- 陶铠，1955届。光明日报社社长。
- 陈根生，1955届。江苏省鲁迅研究学会理事，如皋市文学协会主席，如皋中学退休教师。
- 冒蔚，1957届。天文专家，中国科学院云南天文台研究员，博士生导师。世界上第一台低纬子午环的研究者。
- 刘桂江，1960届初中部。如皋市政协主席、如皋市长寿研究会会长。
- 洪锦华，1972届。扬州市政协主席。
- 陈昭全，1972届？。南京大学商学院（国际）院长。
- 赵小亭，2008届。武汉大学电气工程学院大三学生、支教志愿者。被追授“武汉大学杰出青年志愿者”荣誉称号。
- 王云飞，2010届。高考中，以文言文的方式写作文而走红于网络，后被东南大学录取。被称为“古文奇才”。